# Thelazia rhodesi
Thelazia rhodesi  ist ein Parasit, der die Anhangsorgane des Auges (Bindehaut, Tränenapparat) befällt. Wirte sind vor allem Rinder und Büffel, gelegentlich auch Schafe, Ziegen und Kamele. Zwischenwirt und Überträger sind Echte Fliegen. Die von Thelazia rhodesi ausgelöste Erkrankung wird als Thelaziose bezeichnet. Der Parasit ist zusammen mit Thelazia gulosa der häufigste Auslöser einer Thelaziose in Afrika, kommt aber auch in Asien und Europa vor.

## Merkmale
Thelazia rhodesi sind kleine, dünne, gelblich-weiße Würmer. Männchen sind 8 bis 12 mm, Weibchen 12 bis 20 mm lang. Männchen sind 178 bis 260 μm, Weibchen 300 bis 500 µm dick. Eine Mundhöhle ist ausgebildet. Die Kutikula ist am Vorderende deutlich gestreift. Männchen haben 14 Paare von Papillen vor der Kloake und drei Paare dahinter. Der Lebenszyklus gleicht dem anderer Thelazien, die Präpatenz beträgt 20 bis 25 Tage. Die Vorderkante der Mundöffnung ist umgeschlagen und einem Innenring aus zwei girlandenartigen Bildungen versehen. Der Außenring um die Mundöffnung wird durch acht Kopfpapillen gebildet. Seitlich davon liegen beidseits die Amphiden. Die beiden Halspapillen können sehr klein sein. Die Vulva liegt 505 bis 536 µm hinter dem Vorderende, ihre Umgebung zeigt eine modifizierte Kutikula, in der die Querstreifung aufgehoben ist. Die Querstreifen der Kutikula liegen im vorderen Bereich 15 µm, in der Körpermitte 20 µm und im hinteren Körperabschnitt 30 μm auseinander. Die Analpore liegt 80 bis 84 μm vor dem Hinterende. Der Schwanz ist stumpf und trägt am Ende zwei Phasmiden.